# Svenska Hemdatornytt
Svenska Hemdatornytt, SHN, var en tidskrift om hemdatorer som startades och utgavs av Ulf Selstam, med säte i Floda, från 1986 till 1994 (fram till 1988 under namnet Svenska Hemdator Hacking).

Tidskriften speglade sin tids datormarknad, vilket innebar att den hade sektioner för såväl Amiga, Atari och C64, såväl som Mac, PC, ZX Spectrum och MSX. När spelkonsolerna gick på frammarsch recenserades även spel till Nintendos och Segas spelmaskiner.
Det började som ett enmansprojekt och med åren tillkom medarbetare i form av fast anställda och frilansande entusiaster.
Johan Wanloos tecknade serie Torsten byggde från början på figurerna i de kåserier om Torsten som skrevs av Jan Ove Jansson. Efter hand blev det nödvändigt att separera kåserierna och den tecknade serien då den senare snabbt blev omåttligt populär och som också ledde till "Torstenfaktorn" i spelbedömningarna.
I samband med Presam-krisen 1993 köptes tidskriften av Bröderna Lindströms förlag. Amigadelen plockades ut, förmodligen för att inte vålla den dåvarande konkurrerande tidskriften DMZ någon konkurrens. Vid den tiden medföljde en diskett med blandade programvaror och spel med tidningen varje månad.
SHN med nya ägare drevs i något år innan tidningen ändrade namn till PC Hemma, en tidskrift som från och med 2007 gick samman med tidskriften Gadgets och blev Din Teknik.
Totalt gav det ut 97 nummer av SHN åren 1986–1994.
År 2012 gjordes ett nytt nummer av Hemdator Nytt med Selstam som chefredaktör. Denna gången gavs tidingen enbart ut digitalt.

## Utgåvor
| Utgivning                              | Titel                    | Förlag                         | Bibliografiska referenser      |
| -------------------------------------- | ------------------------ | ------------------------------ | ------------------------------ |
| Årg. 1 (1986):nr 1-årg. 3 (1988):nr 1  | Svenska hemdator hacking | Selda media                    | ISSN 0283-3115, Libris 3619539 |
| Årg. 3 (1988):nr 2-årg. 9 (1994):nr 10 | Svenska hemdatornytt     | Bröderna Lindströms förlags AB | ISSN 1100-5467, Libris 4109029 |